# 倒置反復法
倒置反復法（とうちはんぷくほう、Antimetabole）とは、連続した節での言葉の反復だが、文法的な順番が入れ替わっているもの。
- I know what I like, and I like what I know.

（私は自分が好きなものはわかっているし、私はわかっているものが好きである）
交錯配列法と似ているが、交錯配列法は同じ語句の反復は用いない。

## 語源
ギリシャ語のanti（反対）+metabole（ひっくり返る）。

## 例
- When a dog bites a man that is not news, but when a man bites a dog that is news.

（犬が人間を噛むのはニュースにならないが、人間が犬を噛んだらニュースになる）
--チャールズ・アンダーソン・ダナ『What is News?』（「ニューヨーク・サン」紙、1882年）
- ...ask not what your country can do for you — ask what you can do for your country.

（あなたがたの国があなたがたのために何ができるか聞かないでください……あなたがたがあなたがたの国に何ができるかを聞いてください）
...Let us never negotiate out of fear. But let us never fear to negotiate.
（決して恐れから交渉しないようにしましょう。しかし決して交渉を恐れないようにしましょう）
-- ジョン・F・ケネディ（1961年1月20日の就任演説から）
- Mankind must put an end to war or war will put an end to mankind.

（人類は戦争に終止符を打たないといけない。さもないと、戦争は人類に終止符を打つでしょう）
-- ジョン・F・ケネディ